# 四人の使徒
『四人の使徒』（よにんのしと、独: Die vier Apostel, 英: The Four Apostles）は、ドイツのルネサンス期の巨匠アルブレヒト・デューラーが制作した板上の油彩画である。1526年に完成した後、ニュルンベルク市に寄贈され、市庁舎の会議室に掛けられた画家の最後の大作である。絵画は、実物大よりも大きい4人の使徒を描いている。福音記者ヨハネとペテロ (左側のパネル) とマルコとパウロ (右側のパネル)である。バイエルン選帝侯マクシミリアン1世は、ニュルンベルク市の有力者へ圧力をかけ、1627年に本作を獲得した。それ以来、作品はミュンヘンのアルテ・ピナコテークにあり、1806年以来のニュルンベルク側の努力にもかかわらず、返還されていない。

## 概要

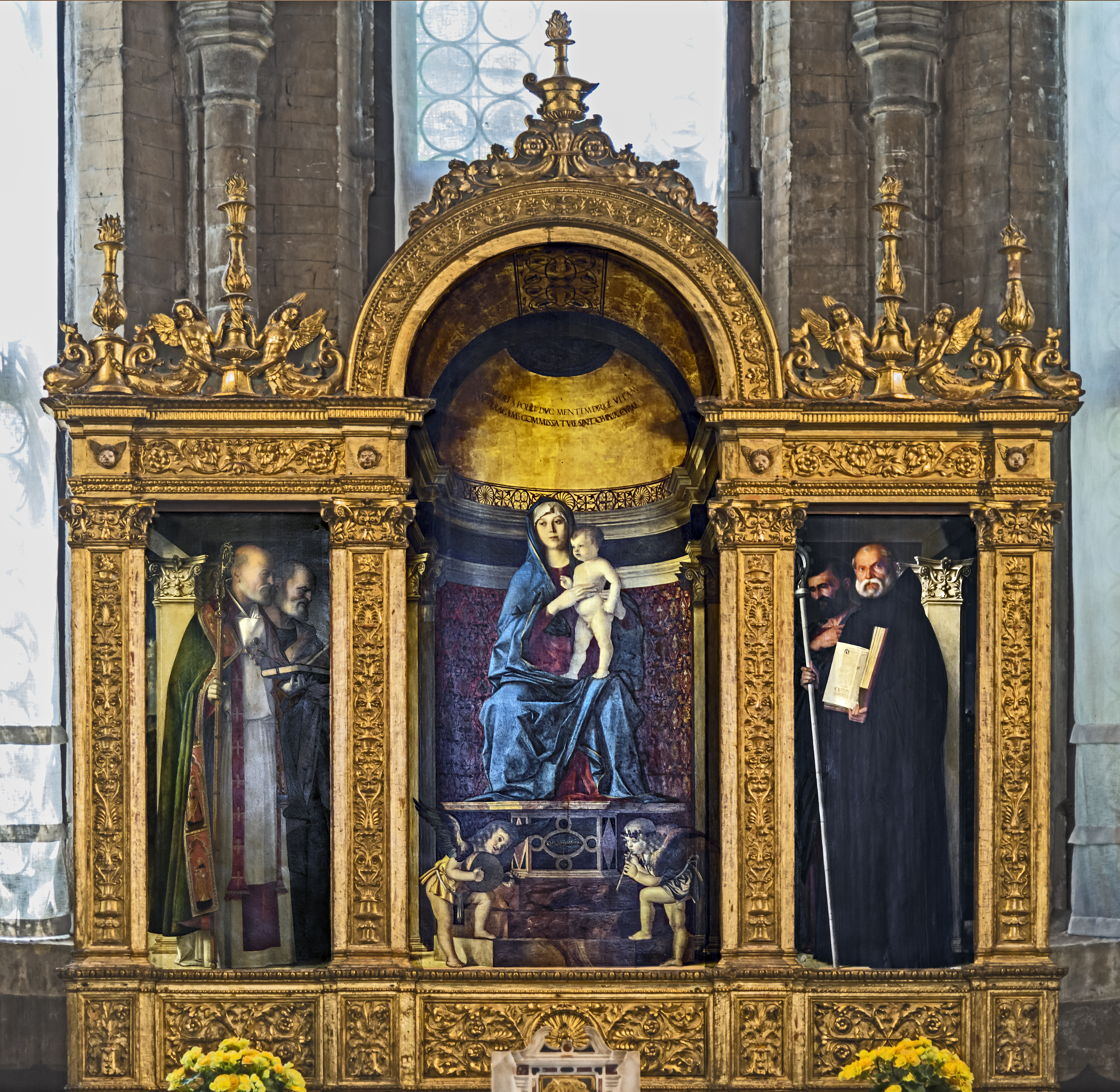
ジョヴァンニ・ベッリーニ『フラーリ三連祭壇画』 (1488年) ［サンタ・マリア・グロリオーザ・デイ・フラーリ聖堂、 ヴェネツィア

本作の構図は、デューラーが1505年から1507年にかけてヴェネツィアに滞在した折に見た、ヴェネツィア派の巨匠ジョヴァンニ・ベッリーニの『フラーリ三連祭壇画』(サンタ・マリア・グロリオーザ・デイ・フラーリ聖堂、 ヴェネツィア) に影響を受けていることを示している。
本作は左右2つのパネルから成り立っている。福音記者ヨハネとペテロが左側のパネルに表され、右のパネルには福音書記者マルコとパウロが描かれている。マルコとパウロは2人とも聖書を持っており、ヨハネとペテロはヨハネ自身の福音書の冒頭のページを読んでいるところが表されている。各パネルの下部には、聖書からの引用が刻まれてる。
使徒 (マルコは本来、「使徒」ではない) たちはそれぞれの持物によって認識できる。
- 聖ヨハネ：開いた本
- 聖ペテロ：鍵
- 聖マルコ：巻物
- 聖パウロ：剣と閉じた本

4人はまた、 4大気質に関連付けられている。
- 聖ヨハネ：多血質
- 聖ペテロ：粘液質
- 聖マルコ：胆汁質
- 聖パウロ：憂鬱質

4人の人物のうち、パウロの背後に立つ福音書記者マルコに関しては、使徒ではない彼が作品に描かれていることを問題とする研究者もいる。しかし、パウロの伝道に親しく付き従ったことが『使徒行伝』に記されているマルコがパウロの背後に神の言葉を延べ伝える「卓越した人物たち」の1人として描かれていることは不思議ではない。
左右両パネルを比較してみると、右側パネルのパウロとマルコが画面外に厳しい視線を投げかけているのに対して、左側パネルのペテロとヨハネは書物 (「ヨハネによる福音書」冒頭が記されている) に視線を落として、深い思考の中にいる。色彩はそれとは逆に、左側パネルが鮮やかな色合いを見せ、右側パネルは白と黒を中心にまとめられている。4大気質を表す4人の人物は、それぞれ異なる年齢、性格を示しているようである。様々に異なる「4人の卓越した人物たち」が、1つの真理を語りかけてくる、それがこの作品においてデューラーが狙いとしたことであろう。

## 歴史的背景
『四人の使徒』は、1517年に始まり、ドイツに最大かつ最初の衝撃を与えた宗教改革期に制作された。プロテスタントの中には、偶像が最高の権威を持っていた神の言葉と矛盾していると信じていた者もいたため、一部のプロテスタントの教会は、いかなる神聖な芸術も後援しなかった。したがって、デューラーのような一部のプロテスタントの芸術家は、自身が作品の注文主にならなければならなかった。描かれている画像の多くの側面は、宗教改革に照らして重要であることが証明されている。本作には制作意図について多くの憶測があった。そのうちの一つは、デューラーが自身で価値があると見なし、一種の遺産となるような作品を制作した、というものである。
本作が構想された1525年、ニュルンベルク市参事会は、ルター派新教への参与を正式に決定したが、それはローマ・カトリック教会からの決別の表明であると同時に、ニュルンベルクにおいて勢力を増しつつあったルター派をも否定する急進派のセクトを断固排除するという、市参事会の決意表明でもあった。本作の画面下に記された長い銘文は、危機にあたって治世者に対し、偽預言者の出現を警告したものであるが、これを見たニュルンベルク市参事会員たちは、偽預言者というのがローマ教会というよりはむしろ、急進派の人々を指していること、危機というのがニュルンベルク市の状況をいっていること、そして画面の4人の人物が市参事会の決定を支持するもの、神の言葉を伝えることによってその決定を根拠づけるものとして描かれていることを、すぐに理解したであろう。
使徒の中で最も厳しく論陣をはり、最も多くの困難に出会い、最も激しく闘ったパウロが右側パネル前面に立って、ただ1人鑑賞者の方に目を向けているのも、当時の厳しい社会状況を反映しているのであろう。そのパウロに対して、左側パネル前面に立っているのはヨハネであるが、ヨハネが背後に立っている使徒の長ペテロより重要な位置を与えられていることは、ペテロがローマ教会の祖であることへの配慮と、1525年のニュルンベルク市の決定を推進した、ヨハネのドイツ語の名前を持つ市長ハンス (ヨハンネス) ・フォルカーマーへの称賛の意味が込められているようである。いずれにしても、本作に見られるのは、自らの弟子の中から急進派に加担するもの (ゼーバルト・ベーハムとバーテル・ベーハム兄弟やゲオルク・ペンツ) を出したデューラーが市参事会 (デューラーの多くの友人がいた) に対して示した絶対的な支持である。

## 以下も参照のこと
- 『ヤコプ・ムッフェルの肖像』 (ベルリン絵画館所蔵) 本作と同年 (1526年) 制作のデューラーの絵画